# Skolioza
Skolioza je nepravilan rast kičmenog stuba sa krivljenjem u jednu ili dve strane. Skolioza uzrokuje jak bol u donjem delu leđa. Ukoliko se bolest ne neguje i ne posmatra moze da dovede do smrti.

## Epidemiologija
Ovo oboljenje je široko zastupljeno (7 miliona ljudi u SAD-u). Skolioza kičme sa zakrivljenošću od 10° ili manje pogađa 1,5% do 3% osoba. Prevalentnost zakrivljenja manjeg od 20° je jednaka za muškarce i žene. Skolioza se najčešće javlja tokom poznijeg detinjstva, posebno kod devojčica.

## Spoljašnje veze
- [https://web.archive.org/web/20121029104951/http://www.coreconcepts.com.sg/mcr/cobb-angle-and-scoliosis/

|  | Molimo Vas, obratite pažnju na važno upozorenje u vezi sa temama iz oblasti medicine (zdravlja). |